# 론 래시

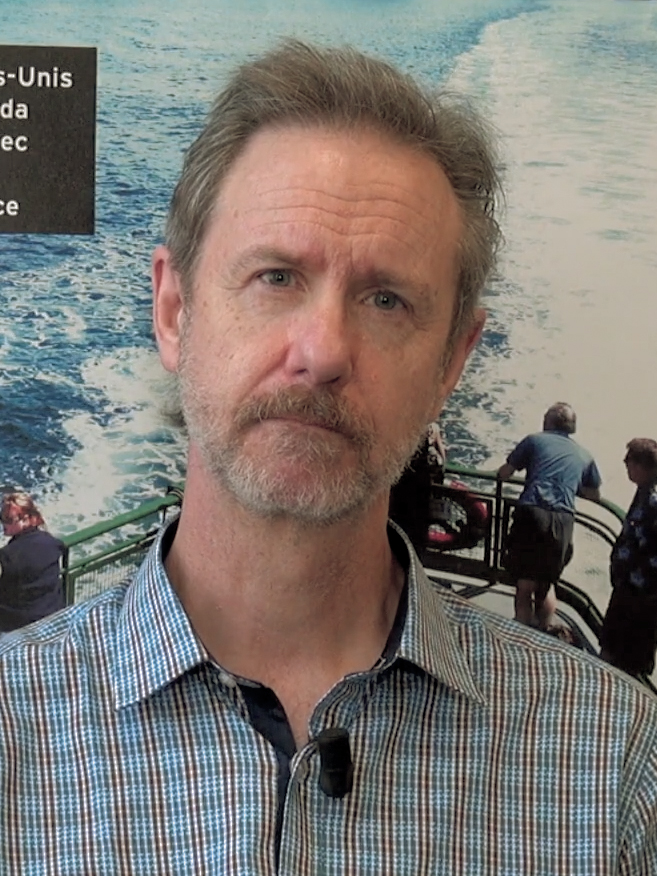

론 래시(Ron Rash, 1953년 9월 25일 ~ )은 미국의 시인이자 작가이다. 《세리나》 등의 작품으로 잘 알려져 있다.